# Södermalm AFC
Södermalm Australian Football Club är en idrottsförening som spelar australisk fotboll i Stockholm. Föreningen bildades 11 november 2007 och hemmaplanen är The JCG på Skarpnäcks sportfält. Klubben har både senior- och juniorlag. Seniorlaget spelar i den rikstäckande Elitserien och den lokala ligan SAFF Premiership. Matchstället går i himmelsblått och marinblått med klubbens emblem mitt på bröstet. Klubbens maskot heter Bluey Svensson.

## Meriter
- SAFF Premiership - mästare 2009, 2015 och 2017
- Sweden Cup - mästare 2010 och 2012
- Elitserien - mästare 2015